# Trosteaneț, Zboriv
Trosteaneț (în ucraineană Тростянець) este localitatea de reședință a comunei Trosteaneț din raionul Zboriv, regiunea Ternopil, Ucraina.

## Demografie
Componența lingvistică a localității Trosteaneț
     Ucraineană (99,12%)
     Alte limbi (0,88%)
Conform recensământului din 2001, majoritatea populației localității Trosteaneț era vorbitoare de ucraineană (99,12%), existând în minoritate și vorbitori de alte limbi.